# Павловка (Белогорский район, Амурская область)
В Амурской области в Серышевском районе тоже есть село Павловка.
Па́вловка — село в Белогорском районе Амурской области, Россия.
Входит в Васильевский сельсовет.

## География
Село Павловка стоит на левом берегу реки Томь (левый приток Зеи), восточнее (выше по течению) от Белогорска.
Расстояние до Белогорска (через Междугранку и Васильевку) — 14 км.
Административный центр Васильевского сельсовета село Васильевка стоит в 10 км западнее (вниз по левому берегу Томи).
В шести километрах западнее Павловки проходит автодорога Чита — Хабаровск.
На восток от Павловки идёт дорога к сёлам Круглое и Новое.

## Население
| 2002 | 2010 | 2012 | 2013 | 2014 | 2015 | 2016 |
| ---- | ---- | ---- | ---- | ---- | ---- | ---- |
| 263  | ↘207 | ↘200 | →200 | ↗205 | ↘195 | ↗201 |
| 2017 | 2018 |      |      |      |      |      |
| ↗210 | ↘202 |      |      |      |      |      |

## Инфраструктура
- Сельскохозяйственные предприятия Белогорского района.